# Atlético Semu
L'Atlético Semu è una società calcistica equatoguineana con sede a Malabo.
L'unico trofeo in bacheca è la coppa nazionale, vinta nel 2011

## Palmarès

### Competizioni nazionali
- Coppa della Guinea Equatoriale: 1

2011

### Altri piazzamenti
- Coppa della Guinea Equatoriale:

Finalista: 2016, 2017